# Frédéric Mitterrand

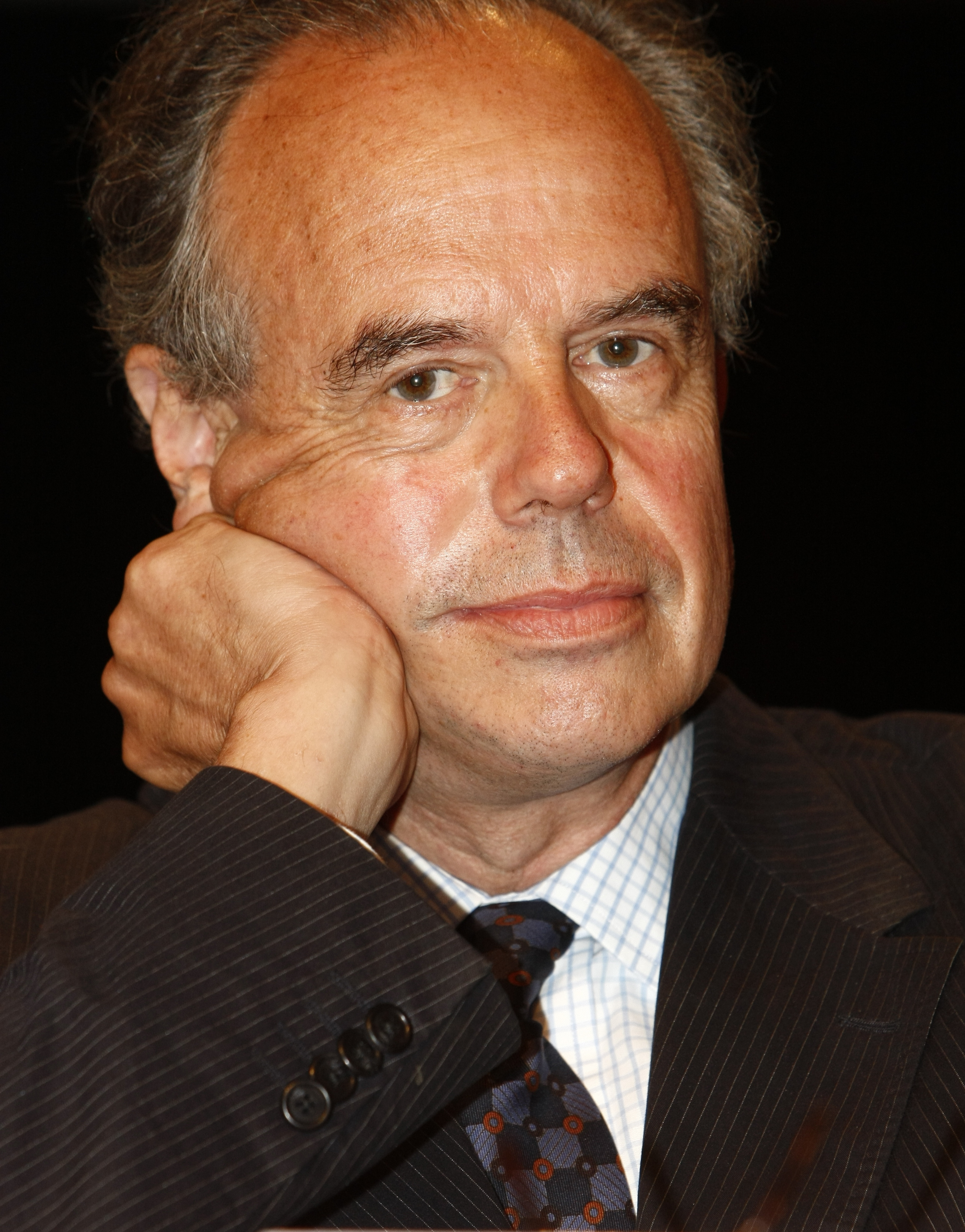
Frédéric Mitterrand in 2008

Frédéric Mitterrand (Parijs, 21 augustus 1947 – aldaar, 21 maart 2024) was een Franse politicus en scenarioschrijver, documentairemaker en journalist. Hij was minister van Cultuur en Communicatie in de kabinetten Fillon II (2007-2010) en III (2010-2012).
Frédéric Mitterrand was zoon van Robert Mitterrand en Édith Cahier en een neef van de voormalige Franse president François Mitterrand.
Hij studeerde aardrijkskunde en geschiedenis aan de Université de Paris X. Van 1968 tot 1971 was Mitterrand docent economie, geschiedenis en aardrijkskunde aan de École active bilingue Jeannine-Manuel. Hij werd in 1978 filmcriticus bij het weekblad J'informe.
Op 23 juni 2009 werd Mitterrand benoemd tot minister van Cultuur. Zijn politieke kleur was niet uitgesproken links of rechts. Hij was partijloos en heeft in de jaren 90 banden gehad met de linkse Parti radical de gauche, maar steunde in 1995 de kandidatuur van de rechtse politicus Jacques Chirac voor het presidentschap.

## In het nieuws
In september-oktober 2009 kwam Mitterrand in opspraak door zijn uitgesproken steun aan de wegens een oude zedenzaak opgepakte regisseur Roman Polanski, in combinatie met bekentenissen over eigen seksuele escapades in het verleden in zijn autobiografie La mauvaise Vie (= Het slechte Leven). Hierin schrijft hij onder meer betaalde seks te hebben gehad met Thaise jongens. Dit leidde zowel tot felle reacties van het extreemrechtse Front National als tot zware kritiek vanuit de linkse oppositie.
Mitterrand overleed in maart 2024 op 76-jarige leeftijd aan de gevolgen van kanker.
- Biblioteca Nacional de España: XX1058909
- Bibliothèque nationale de France: cb121040922 (data)
- CiNii: DA12553448
- Gemeinsame Normdatei: 119490293
- International Standard Name Identifier: 0000 0001 2096 1173
- Library of Congress Control Number: n82222303
- Nationale Bibliotheek van Tsjechië: jo2013798124
- Nationale bibliotheek van Australië: 35785196
- Nationale Bibliotheek van Israël: 987007389083905171
- Nationale Bibliotheek van Polen: a0000001036805
- Nationale en Universitaire bibliotheek Zagreb: 000677198
- Nederlandse Thesaurus van Auteursnamen: 129573388
- Réseau des bibliothèques de Suisse occidentale: 02-A003599693
- SNAC: w6g76fr3
- Système universitaire de documentation: 02940634X
- Trove: 1086630
- Virtual International Authority File: 51719592
- WorldCat: E39PBJbH3xTJWPx6fmg6BKkFKd